# Vicente Santaolaria

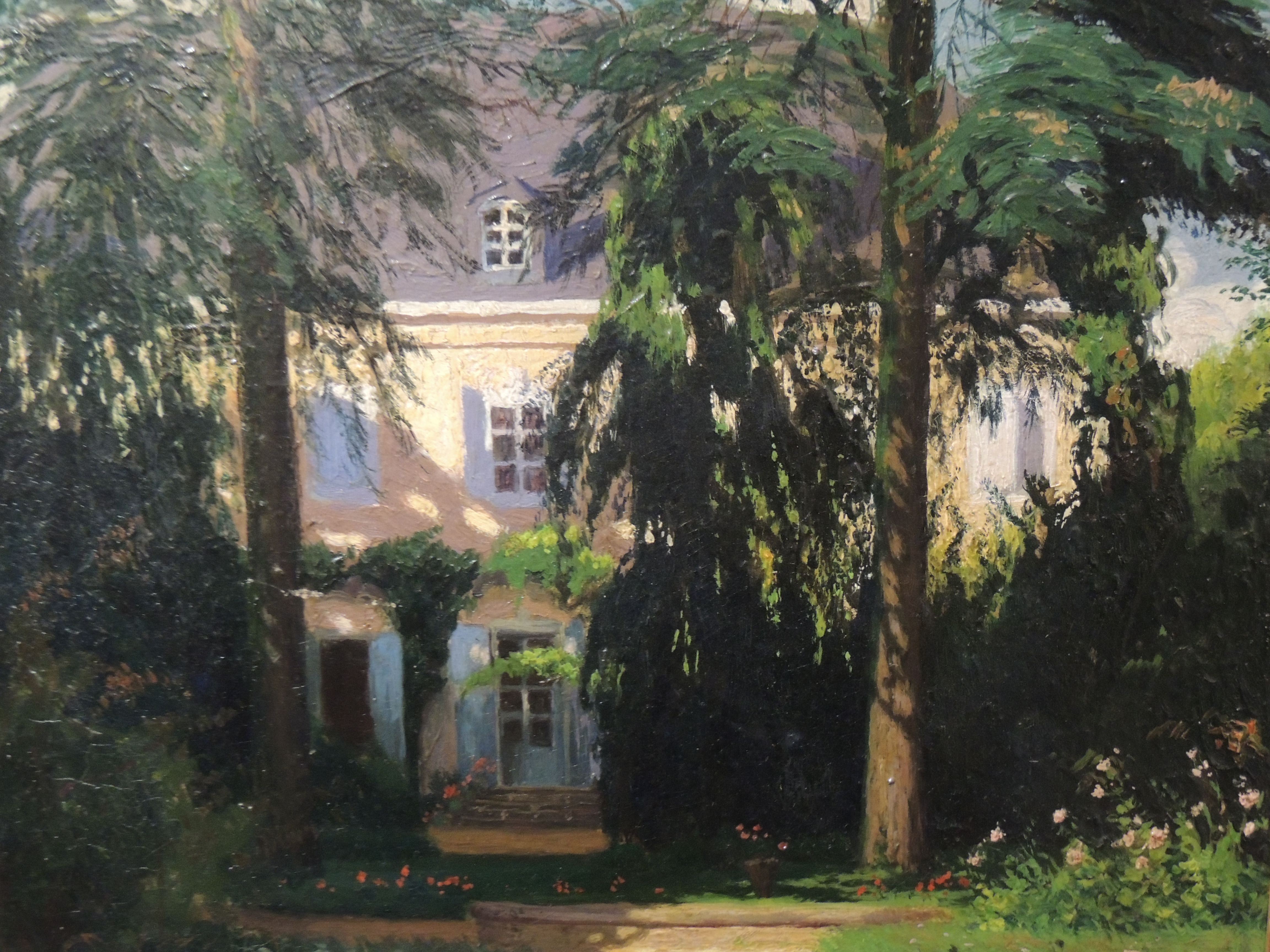
La Maison de George Sand à Nohant, par Vicente Santaolaria.

Vicente Santaolaria est un artiste peintre et sculpteur espagnol né le 10 décembre 1886 à Cabanyal-Canyamelar, l'un des villages maritimes faisant arrondissement de la ville de Valence, et mort à Paris le 5 octobre 1967.

## Biographie
Vicente Santaolaria est successivement l'élève de Vicente Borrás y Mompó et d'Antonio Caba (es) à l'École des beaux-arts de Barcelone, puis de Vicente Borrás y Abella (es) et de Joaquín Sorolla y Bastida à l'École des beaux-arts de Madrid. « Distingué par ses maîtres à l'École des beaux-arts de Madrid, restitue Paul Renaud, il reçoit une bourse pour voyager à travers l'Europe. Il se fixe à Paris en 1908 » (s'installant au 49, boulevard du Montparnasse), après avoir parcouru la Castille et l'Andalousie.
Gérald Schurr décrit Vicente Santaolaria comme « un personnage assez complexe: totalement indépendant et à la tête d'une petite fortune personnelle, il passe beaucoup plus de temps en voyage à travers l'Europe que devant son chevalet ». Il n'est pas seulement diplômé de l'École des beaux-arts de Madrid et sa vie ne se lie pas exclusivement à celles des artistes de son temps (même s'il fixe les traits de quelques-uns par la peinture de portraits), puisque « ce philosophe passionné d'art asiatique et africain, qui est diplômé en langues orientales et qui parle couramment cinq ou six langues ou dialectes, fréquente peu les peintres »: Sa grande relation en France, c'est la petite-fille de George Sand, Aurore Dudevant-Sand.
Si le penchant du mari d'Aurore (le peintre Charles Frédéric Lauth que cette union intégra avec profit dans la société du Tout-Paris où il devint portraitiste mondain) pour les aventures amoureuses fait d'elle une épouse délaissée et sensible à des amitiés sincères, ce n'est qu'après la mort de l'infidèle en 1922 que l'on a la certitude de sa longue liaison avec Vicente Santaolaria que l'on voit alors à ses côtés tant à Nohant-Vic qu'à Antibes. Leur relation, que l'on peut suivre au travers d'une forte correspondance qu'ils échangent de 1926 à 1961 (date du décès d'Aurore) entre Nohant, Paris, Barcelone, Antibes et Gargilesse-Dampierre, basculera lentement de l'amour-passion (« Siempre querido » y lit-on) à ce qui ne sera plus dans les années 1950 qu'un platonisme épistolaire.

## Œuvres

### Peintures
- Portraits d'enfants de Cabañal, 1906.
- Scènes de tauromachie[2].
- Scènes dramatiques de la Première Guerre mondiale (La tranchée, 1915).
- Portraits: Gaston Balande, Maria (Madame Vicente) Blasco Ibáñez, Aurore Dudevant-Sand, Jaume Martrus i Riera (ca), Alfons Maseras, Bonaventura Puig Perucho (ca), La Mère Rivière à Laleuf.
- Paysages: Berry, Côte d'Azur, Catalogne.
- Scènes espagnoles: Danseuses de flamenco, gitanes, femmes à la coiffe catalane ou à l'éventail dans un intérieur ou dans un paysage.

### Livres illustrés
- Aurore Dudevant-Sand, Le Berry de George Sand, Éditions Morancé, 1927.
- George Sand, Elle et lui, Les éditions des arceaux, non daté (vers 1946), 580 exemplaires numérotés et enrichis d'un dessin de Vicente Santaolaria.

### Sculptures
L'ensemble des notices biographiques consacrées à Vicente Santaolaria le disent également sculpteur. Lui-même, cependant, se défendait de l'être. Il réalisa quelques bustes, dont, à Nohant-Vic, celui de George Sand, ainsi qu'un médaillon, Frédéric Chopin.

## Expositions personnelles
- Hôtel Drouot, Vente de l'atelier Vicente Santaolaria, Paul Renaud, commissaire-priseur à Paris, mardi 5 mai 1987[8].

## Expositions collectives
- Exposition nationale des beaux-arts, Paris, 1904[9]
- Exposition de peinture espagnole moderne sous le haut patronage de la municipalité parisienne, Palais des beaux-arts, Paris, avril-mai 1919[3].
- Salon des artistes français, 1932.
- Quelques peintres de l'école espagnole contemporaine - Frédéric Lauth, Claudio Padilla, Vicente Santaolaria, Galerie Corot, Paris, 1939.
- Expositions non datées: Salon d'automne, Salon des indépendants, Salon de l'école française, Salon des peintres orientalistes français, Salon d'hiver, Royal Academy de Londres, Salon national de Madrid, Salon de Bruxelles.

## Réception critique
- « Además era un artista lleno de dinamismo, de la anta alegria de vivir, de una contagiosa avidez por los libros, por los países clásicos o exóticos, desbordante de una existencia interior proyectada a todos los conocimientos, un verdadeio elegido del arte. » - Emilio Gascó Contell, Quotidien ABC, Madrid[10]
- « Profondément Espagnol, c'est dans le réalisme qu'il livre la meilleure part de son talent, ses scènes de rues et de marchés sont d'un observateur de la race de Constantin Guys, qui sait insister sur un détail et en sacrifier d'autres pour donner tout son sens à l'ensemble de sa composition. Les toiles qu'il expose dans les divers salons officiels de Paris, de Madrid, de Londres ou de Bruxelles sont en général accueillies chaleureusement par la critique; Arsène Alexandre parle de "sa correction impitoyable et de son imperturbable sérieux", Charles Fegdal vante "l'ordonnance pleine de style, l'harmonie des couleurs et la qualité de l'atmosphère", Henri Pallier loue "sa palette fougueuse, son talent où se rencontrent dans une surprenante harmonie ce qu'il y a de sain dans le réalisme et de vrai dans l'idéalisme". » - Gérald Schurr[4]
- « Dans des scènes animées de rues et de marchés, la justesse de ses notations a pu être rapprochée de celle de Constantin Guys, confirmant que son talent s'exprimait pleinement dans la veine réaliste. » - Jacques Busse[1]

## Prix et distinctions
- Mention honorable, Exposition nationale des beaux-arts, 1904[1].
- Chevalier de la Légion d'honneur.

## Musées et collections publiques
- Musée Carnavalet, Paris.
- Musée de la vie romantique, Paris, La chambre de George Sand à Nohant, peinture[11].
- Musée Picasso (Antibes).
- Musée George Sand et de la Vallée Noire, La Châtre, Portrait de la Mère Rivière de Laleuf, peinture[12], Frédéric Chopin, sculpture-médaillon.
- Domaine de George Sand, Nohant-Vic, Portrait d'Aurore Sand (1866-1961), peinture, 1938[13], ainsi que des scènes et paysages du Berry (Le repas berrichon, 1923)[14].
- Hôtel de ville de Châteauroux.
- Musée du Centre pédagogique de Xàtiva (en), Xàtiva.
- Maison-musée de Vicente Blasco Ibáñez, Valence, Portrait de Maria Blasco Ibáñez, peinture.

## Collections privées
- Vicente Blasco Ibáñez.
- Aurore Dudevant-Sand[5].
- Jean de Bosschère.
- Alain Bilot.
- Gérald Schurr, Autoportrait à la cigarette, peinture.